# Кен Бродерік
Кен Бродерік (англ. Ken Broderick, 16 лютого 1942, Торонто — 13 березня 2016, Ніагара-Фоллс) — канадський хокеїст, що грав на позиції воротаря.

## Ігрова кар'єра
Професійну хокейну кар'єру розпочав 1958 року.
Протягом професійної клубної ігрової кар'єри, що тривала 21 рік, захищав кольори команд «Міннесота Норт-Старс», «Бостон Брюїнс», «Едмонтон Ойлерс» та «Квебек Нордікс».
Загалом в НХЛ провів 27 матчів, у ВХА зіграв 73 матчі.  

## Нагороди та досягнення
- Бронзовий призер чемпіонату світу 1966 року.
- Бронзовий призер зимових Олімпійських ігор 1968 року.